# Tokoyama
Tokoyama (jap. 床山) sind Friseure, die auf die traditionellen Chonmage-Frisuren spezialisiert sind, die heute nur noch im professionellen japanischen Sumō getragen werden. Der Begriff bezeichnete ursprünglich nur die für die Frisuren zuständigen Maskenbildner des Kabukitheaters.
Einem Außenstehenden mag der Berufsstand der Tokoyama abwegig vorkommen, doch die Empfindlichkeit der aufwändigen Frisuren macht wegen der Beanspruchung in den Kämpfen eine ständige Betreuung durch Fachleute dringend erforderlich. Die insgesamt etwa 50 Tokoyama sind, wie im Sumō üblich, in ein Rangssystem eingeteilt und gehören den Ställen oder Heya an. Sind sie in ein Heya eingetreten, erhalten auch sie einen Shikona (Künstlernamen) wie die Ringer, welcher sich aus dem Kanji toko (床) und einem weiteren, zum Heya gehörigen Kanji zusammensetzt. Der Ringerstall Sadogatake Beya hat zum Beispiel das Kanji koto (琴, die japanische Zither) als Erkennungsmerkmal im Shikona seiner Kämpfer, einer der Tokoyama des Heya wird entsprechend Tokokoto (床琴) genannt. Die Stellung eines Tokoyama im Heya ist mit der von Toriteki (Ringer unter Jūryō) gleichzusetzen, da auch Tokoyama deren Pflichten wie das Putzen etc. erfüllen müssen.
Die Ausbildung ist langwierig und dauert etwa 10 Jahre. Anfänger sind im Godō (五等, dt. Stufe 5) und steigen mit den Jahren der Erfahrung auf bis zum Ittō (一等, dt. Stufe 1). Wenn sie dann im Ittō sind und außergewöhnliches Können bewiesen haben, können sie zum Tokutō (特等) aufsteigen, einem Tokoyama der Sonderklasse, von denen es ranglistenbedingt nur zwei gibt, denen alleine es vorbehalten ist, einen Yokozuna (höchster Rang im Sumō) zu frisieren.
Das Werkzeug eines Tokoyama umfasst Holzkämme in verschiedenen Stärken, Bintsuke (Pomade), ein Magebo (spitzes Frisierstäbchen) und gewachste Streifen aus Washipapier zum Binden des Knotens.